# توتخوشادول
توتخوشادول یکی از روستاهای استان ایلام است که در دهستان شوهان بخش مرکزی شهرستان ملکشاهی واقع شده‌است.مردم این منطقه لر هستند و به زبان لری شوهانی سخن میگویند.